# Дмітрієва Оксана Федорівна
Оксана Федорівна Дмітрієва (нар. 22 серпня 1977; м. Краматорськ) — українська режисерка театру ляльок, головна режисерка Харківського театру ляльок, акторка, драматургиня-інсценувальниця, театрознавиця, художниця-фотографка та художниця-графікеса. Заслужена артистка АР Крим (2006).

## Життєпис
Оксана Дмітрієва у 1998 році закінчила Дніпропетровський театрально-художній коледж за спеціальністю «Артист театру ляльок», після чого відразу ж отримала запрошення до Кримського театру ляльок під керівництвом режисера Бориса Азарова у Сімферополі). За час роботи в цьому театрі зіграла у 17 спектаклях, брала участь в міжнародних фестивалях. З 2004 по 2007 роки була режисеркою цього театру.
З 2001 по 2006 роки Оксана Дмітрієва навчалась заочно у Харківському інституті мистецтв ім. Івана Котляревського відразу на двох факультетах — театрознавчому та режисури театру ляльок. Перші режисерські роботи — «Балаганчик» за Олександром Блоком, «Кохання дона Перлімпліна» за Лоркою.
У 2006 році удостоєна почесного звання «Заслужена артистка Автономної Республіки Крим».
У 2007 році закінчила магістратуру Київського національного університету театру, кіно і телебачення ім. Івана Карепнка-Карого. У цьому ж році на івано-франківському фестивалі «Обереги» були представлені дві роботи режисерки — «Крила для Дюймовочки» (Полтавський академічний обласний театр ляльок) та вистава «Кохання дона Перлімпліна».
У Харківському театрі ляльок Оксана Дмітрієва працює з 2007 року. Спершу як режисерка з пробною постановкою «Чарівне кільце», а після постановки отримала запрошення зайняти посаду режисерки-постановниці театру. Більшість театральних робіт реалізувала в тандемі із головною художницею театру Наталією Денисовою.
В арсеналі Оксани Дмітрієвої понад 30 ролей на сцені, постановка понад 40 вистав на сценах українських театрів та за кордоном. Є лауреаткою міжнародних конкурсів і фестивалів.
Живе і працює у Харкові.

## Театральні роботи

### Акторські роботи
Ролі, зіграні Оксаною Дмітрієвою в Кримському академічному театрі ляльок (Сімферополь):
- «Гасан — шукач щастя» Н. Гернет — Шахсанем
- «Машенька та Ведмідь» В. Швембергер — Машенька
- «Золоте курча» В. Орлов — Лиса
- «Вінні-Пух та всі-всі-всі» Александра Милна — Сова
- «Нові пригоди Колобка» Е. Патрік — Колобок
- «Казка шкереберть» Юхима Чеповецького — Корова / Вреднюга / Кінь
- «Айболить і Бармалей» В. Коростилев — Чи-чи
- «Клаптики по закутках» Г. Остера — Лиса
- «Хом'ячок і Північний Вітер» Х. Паукша — Персона настрою
- «Арлекін, або Слуга трьох панів» Х. Юрковскій — Флорінда
- «Небезпечні пригоди на дорозі» М. Супоніним — Ворона / Курча
- «Чудеса чарівника Чілічали» І. Мольнар — Бабуся / Кінь
- «Бик, Осел і Зірка» М. Бартенєв, А. Усачов — Антилопа / Верблюд / Волхв
- «По щучому велінню» Е. Тараховская — Несмеяна / Щука
- «Новорічні пригоди на лісовій галявині» А. Титов — Баба Яга
- «Івасик-Телесик» українська народна казка — Баба, змія Оленка
- «Снігова королева» Ганса Андерсена — Снігова королева / Розбійниця / лапландка / Фінка
- «Сноггл» Дж. Пристли — Місіс Бінг-Берчел / Робінт
- «Стійкий олов'яний солдатик» Ганса Андерсена — Акробат / Річка / Щур
- «Морозко» М. Шурінова — Пашка / Зайченя
- «Ця підступна сірник» — Сірник
- «Ще раз про Червону Шапочку» Сергія Єфремова, С. Когана — Мама / Бабуся

### Режисерські роботи
Кримський академічний театр ляльок (Сімферополь)
- 2004 — «Балаганчик» (дипломний спектакль)[7]

Київський національний університет театру, кіно і телебачення імені Івана Карпенка-Карого
- 2007 — «Кохання дона Перлімпліна» Федеріко Гарсіа Лорка

Харківський національний університет мистецтв імені Івана Котляревського
- 2015 — «Одруження Фігаро» за п'єсою Пєра Бомарше
- 2015 — «Білий пароплав» Чингіза Айтматова
- 2016 — «Матінка Кураж та її діти]] за п'єсою Бертольда Брехта
- 2016 — «Василина»
- 2017 — «Отак загинув Гуска» Миколи Куліша
- 2019 — «Червоний готель» за казками Братів Грімм
- 2020 — «Крапинка» Анни Шмідт

Полтавський академічний обласний театр ляльок
- 2007 — «Крила для Дюймовочки»[8]
- 2013 — «Антігона» Софокла[9]
- 2013 — «Портрет з літаючим годинником. Марк Шагал „Моє життя“ — ілюстрації»[10]
- 2015 — «Івасик-Телесик»[11]

Харківський державний академічний театр ляльок імені В. А. Афанасьєва
- 2007 — «Чарівне кільце» О. Цуканова
- 2008 — «Дюймовочка» Ганса Андерсена
- 2009 — «Травнева ніч, або Місячне чаклунство» Миколи Гоголя
- 2009 — «Прості історії Антона Чехова» за творами «Дама з собачкою, «Чорний монах» та «Скрипка Ротшильда» Антона Чехова
- 2010 — «Король Лір» за п'єсою Вільяма Шекспіра[12]
- 2011 — «Про принців і принцес» Анни Шмідт[13]
- 2012 — «Їжачок з туману» Сергія Козлова
- 2012 — «Чевенгур» за романом Андрія Платонова
- 2014 — «Казанова» венеціанський карнавал за творами Марини Цвєтаєвої та Джакомо Казанови[14]
- 2015 — «Айболить» Корнія Чуковського
- 2015 — «Одруження» Миколи Гоголя[15]
- 2016 — «Івасик-Телесик» за мотивами української народної казки
- 2016 — «Вишневий сад» за п'єсою Антона Чехова
- 2016 — «Як стати королем» Анні Шмідт
- 2017 — «Уявний хворий» за п'єсою Мольєра[16][17]
- 2018 — «Гамлет» за п'єсою Вільяма Шекспіра
- 2019 — «Діти райка» Жака Превера
- 2019 — «Стійкий олов’яний солдатик» Ганса Андерсена
- 2020, 17 листопада — «Казка для маленького зайчика» за Сергієм Козловим
- 2020, 14 грудня — «Крапинка» Анні Шмідт
- 2021, 25 червня — «Історія роду, який згубили марні надії, бойові півні та безпутні жінки» Лєни Лягушонкової та Катерини Пенькової за мотивами латино-американських романів
- 2022, 1 липня — «Я норм» Ніни Захоженко
- 2022, 24-25 грудня - «Вертеп» (спільно з Львівським театром ляльок)
- 2023, 29-30 квітня - "Вертеп. Війна. Вірші" за поезіями Сергія Жадана
- 2023, 27-28 травня - "Жираф Монс" за казкою Олега Михайлова

Київський державний академічний театр ляльок
- 2017 — «Любов дона Перлімпліна» Федеріко Гарсія Лорки
- 2018 — «Отак загинув Гуска» Миколи Куліша[16][18]
- 2019 — «Казка для маленького зайчика» за Сергієм Козловим[19]

## Нагороди та визнання
Найнепередбачувані рішення вистав Оксани Дмітрієвої завжди виявляють стійкість і силу гармонії. Головний критерій художності в її театрі — Краса… Драматичного ефекту вона досягає саме на зламі, на самому піку, на вістрі краси і небуття
- 2005 — Премія Кабінету Міністрів України імені Лесі Українки за найкращі театральні вистави для дітей та юнацтва[3]
- 2006 — Заслужена артистка АР Крим[1]
- 2007 — Фестиваль «Обереги», Івано-Франківськ. Гран-прі фестивалю (спектакль «Крила для Дюймовочки»)[1]
- 2008 — Муніципальна премія за кращу режисуру року (спектакль «Чарівне кільце»)
- 2008 — Міжнародний фестиваль театрів ляльок імені Сергія Образцова, Москва . Лауреат у номінації «Найкраща режисура» (спектакль «Дюймовочка»)
- Лауреат міжнародного фестивалю «Аніма» (спектакль «Антігона»)
- 2009 — Міжнародний фестиваль-бієнале «КукART-IX», Санкт-Петербург. Диплом I ступеня (спектакль «Прості історії Антона Чехова»)[1]
- 2011 — Лауреатка фестивалю «Рязанські оглядини» (спектакль «Про принців та принцес»)[20]
- 2011–2012 — Диплом «Найкраща робота сезону для дітей молодшого та середнього віку» Ради української секції УНІМА (спектакль «Про принців та принцес»)[20]
- 2012 — VI Міжнародний фестиваль театрів ляльок «Білгородська забава». Гран-Прі (спектакль «Майська ніч»)[21][22]
- 2012 — Премія Кабінету Міністрів України імені Лесі Українки за найкращу постановку року для дітей (спектакль «Про принців та принцес»)[20]
- 2014 — На думку українських театральних журналістів (тижневик «Дзеркало тижня»), увійшла до ТОП-10 найвпливовіших українських театральних режисерів[23]
- 2015 — Міжнародний фестиваль «Зоряний шлях», Полтава (спектакль «Майська ніч»):[21]
  - «Найкраща режисура»
  - «Найкраща сценографія»
  - «Найкращий акторський ансамбль»
- XXVII Міжнародний фестиваль театрів ляльок у місті Бельсько-Бяла, Польща. Премія «Найкраща дитяча вистава» (спектакль «Їжачок з туману»)[24][25]
- 2017 — І Київський міжнародний фестиваль театрів ляльок «Puppet. UP!»[18]
  - «Найкраща акторська робота» (Євген Огородній за роль Саватія Гуски)
  - «Найкраще музичне оформлення» (Оксана Дмітрієва)
- 2017 — Премія імені Леся Курбаса за постановку вистави «Вишневий сад» Антона Чехова в Харківському державному академічному театрі ляльок імені В. А. Афанасьєва[2].
- 2024 — Премія Women in Arts у номінації Жінки в театрі[26][27]